# Eucalyptus pulchella
Eucalyptus pulchella är en myrtenväxtart som beskrevs av René Louiche Desfontaines. Eucalyptus pulchella ingår i släktet Eucalyptus och familjen myrtenväxter. Inga underarter finns listade i Catalogue of Life.